# Mancinismo

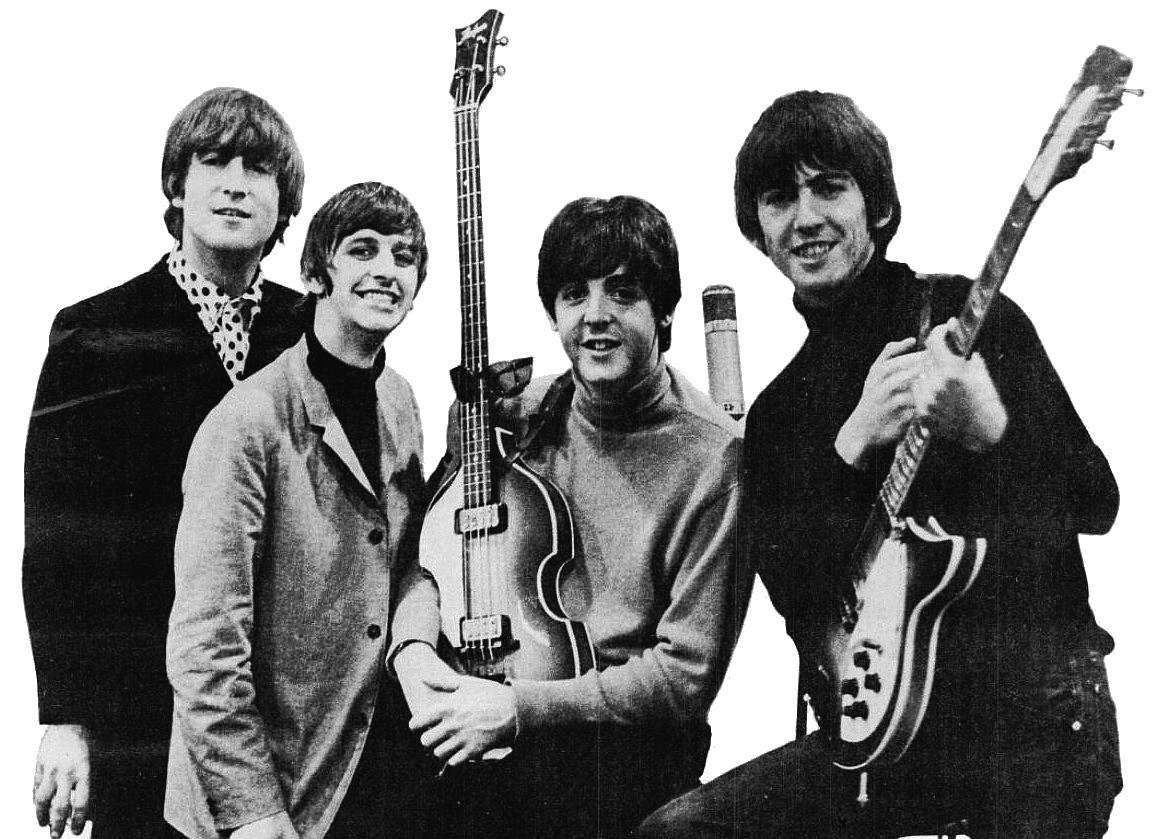
Due dei quattro Beatles sono mancini: Paul McCartney e Ringo Starr

Il mancinismo è la tendenza a usare, in parte o del tutto, il lato sinistro del corpo per compiere movimenti e gesti automatici e volontari.
Il 13 agosto è la giornata internazionale dei mancini.

## Caratteristiche
Nel corpo umano molti organi sono doppi, cioè uno dei due è dominante sull'altro (dominanza emisferica, dominanza dell'arto, dominanza oculare). È possibile essere destrimani nelle mani, mancini nel piede e nell'occhio dominante: non c'è e non ci sarà mai un organo più importante degli altri che definisce una persona nel suo complesso come destrimana o mancina, se non la semplice conta e prevalenza numerica degli organi dominanti destri (o sinistri), che determinano la prevalente attività dell'emisfero cerebrale sinistro (o destro). Altri movimenti meno indicativi del mancinismo sono: con quale mano si scrive e impugna la forchetta per mangiare, carica il pugno, si schiaccia e batte la palla, ci si pettinano i capelli e si lavano denti, si allacciano le stringhe delle scarpe, si tiene l'ombrello, quale orecchio si preferisce per parlare a una persona, quale mano si pone per prima nel nuoto a stile libero, con quale mano si impugnano coltello, forchetta e cucchiaio. Il lato sinistro del cervello controlla la parte destra del corpo e quello destro controlla la parte sinistra del corpo.
Il mancinismo si osserva da una serie di movimenti quotidiani: con quale mano ci si abbottona un vestito, se si stringe con la destra o la sinistra, se si applaude battendo la mano destra sulla sinistra o la sinistra sulla destra, con quale mano si distribuiscono le carte, se si utilizza il piede sinistro per calciare un pallone, come si accavallano le gambe, come si fissa un oggetto o quale occhio si chiude per guardare da un cannocchiale con un occhio solo (i destrimani usano solo il destro, mentre i mancini usano egualmente destro e sinistro). Da questi elementi è possibile fare una analisi della lateralità: è rilevante che, contrariamente all'opinione comune, l'essere destrimane/mancino non è testato e determinato dalla mano/piede che si utilizzano per la maggior parte del tempo (per scrivere, mangiare, guidare), ma da gesti che si compiono con una frequenza e durata molto minori.

### Difficoltà

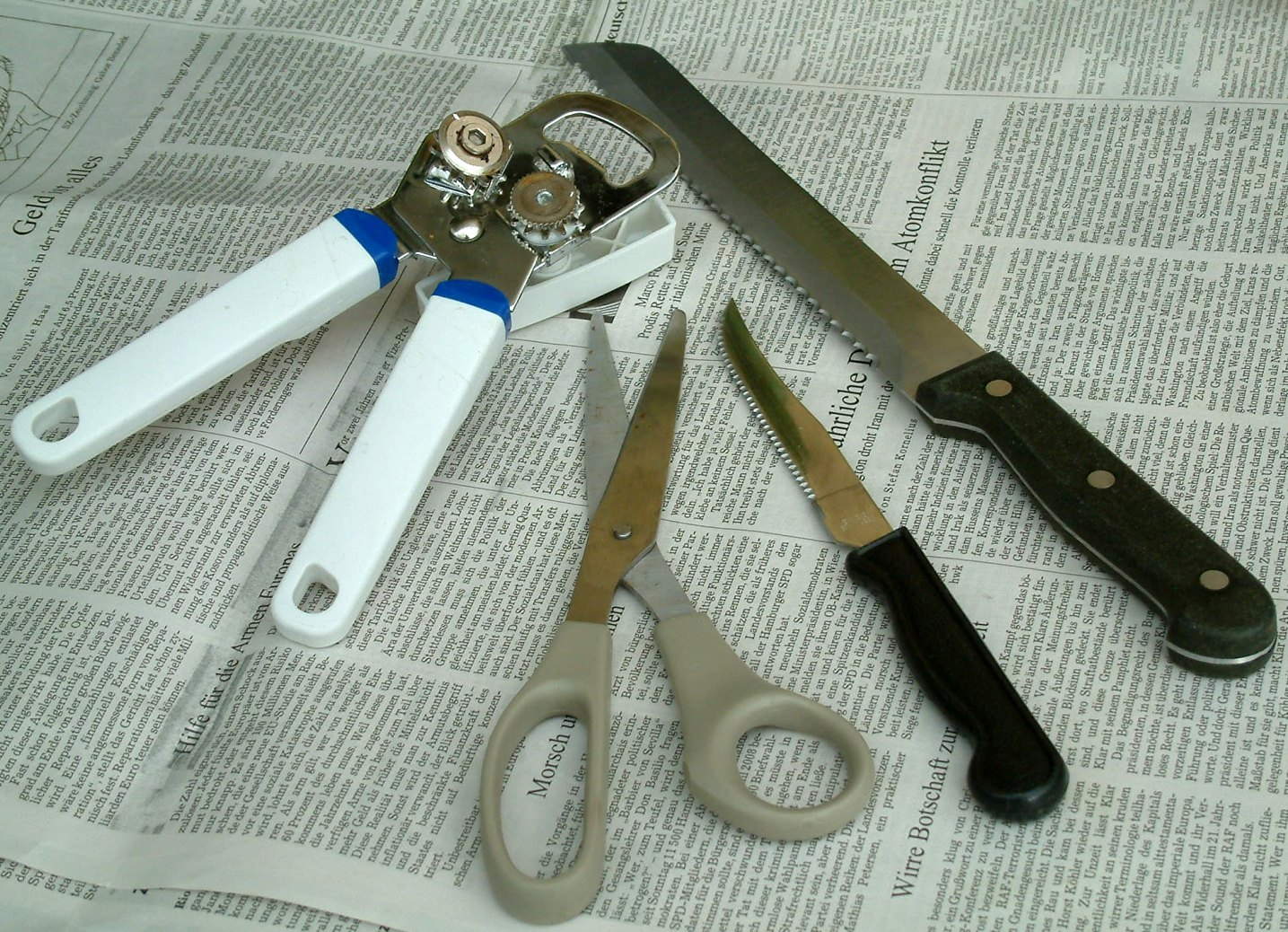
Alcuni oggetti per mancini

È opinione comune che le persone mancine possano sperimentare difficoltà nella vita quotidiana dato che molti oggetti sono concepiti per i destrimani. I mancini, invece, dicono di non avere nessuna difficoltà nell'usare oggetti oppure nello scrivere. È opinione comune che i mancini non vedano ciò che scrivono e per questo sarebbero in svantaggio rispetto ai destrimani. Secondo altri, invece, le persone mancine, al pari dei destrimani, vedono ciò che hanno scritto ma tra le dita, e hanno anche il vantaggio di vedere dove andranno a scrivere, al contrario dei destrimani. Caratteristica tipica dei mancini è quella di macchiarsi la mano sinistra d'inchiostro (in particolare la parte esterna del mignolo, o dell'anulare) perché poggiano la mano sul testo appena scritto.

È opinione comune che i mancini abbiano difficoltà a usare le forbici: tagliare un foglio di carta con delle forbici per destrimani sarebbe un'azione scoraggiante. Problemi simili si presenterebbero anche con apriscatole e coltelli a lama asimmetrica, sebbene pochissimi mancini lamentino difficoltà di sorta. Oggigiorno è possibile trovare nei negozi specializzati utensili disegnati appositamente per i mancini.

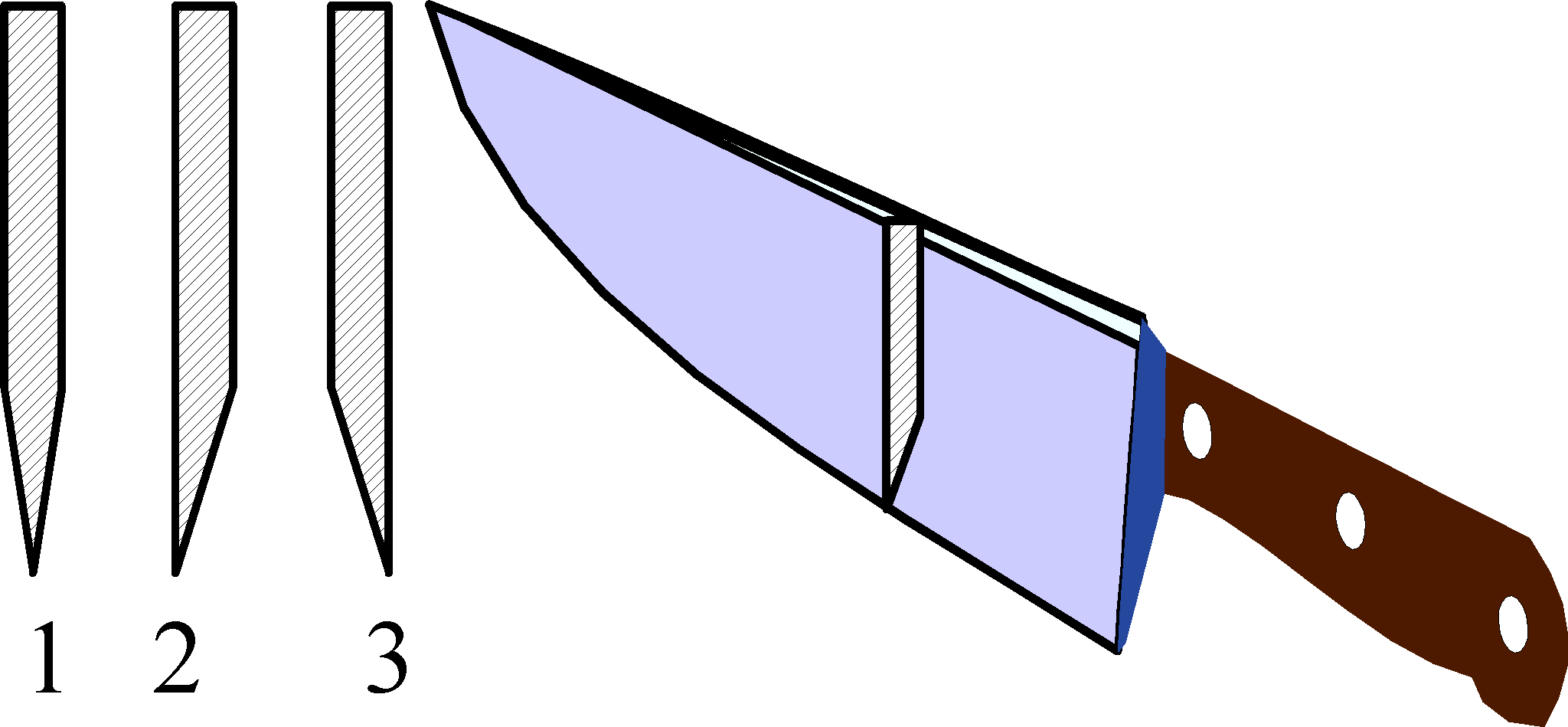
Coltelli da cucina: (1) Simmetrico (2) Per destrimani (3) Per mancini

Un impedimento diffusosi sempre più con l'avvento dei computer potrebbe derivare dall'uso del mouse. I bambini, siano essi destrimani oppure mancini, quando si avvicinano al computer per la prima volta, imparano a usarlo per gradi e perfezionano la loro abilità col tempo. Il mouse, come la maggior parte delle periferiche dei computer, è configurabile per essere usato dai mancini. Il mouse ha in generale una forma simmetrica e l'uso del tasto destro può essere invertito cambiando i parametri nel sistema operativo. Ciononostante, è rarissimo trovare un computer con un mouse posizionato a sinistra e molti mancini imparano e trovano comodo usare la mano destra col mouse, tanto che i mancini stessi fanno difficoltà a usare il mouse con la mano sinistra.
Per quanto riguarda invece gli strumenti musicali, i musicisti mancini che suonano strumenti a corda o la batteria hanno necessità di "specchiare" uno strumento destrimano senza variarne la posizione standard. Dunque fra musicisti destrimani e mancini non esiste differenza concernente l'impostazione del lavoro dal punto di vista tecnico, ma esiste differenza per quel che riguarda la possibilità di soddisfare le proprie esigenze strumentali, essendo la disponibilità di strumenti mancini molto limitata sul mercato. Sono tuttavia numerosi i casi di musicisti che, pur essendo mancini, imparano a suonare da destrimani come, ad esempio, Ringo Starr, Mark Knopfler, Gary Moore o Faso.

## Storia ed epidemiologia
Nei paesi musulmani il lavarsi e il mangiare sono da effettuare con la mano destra; la mano sinistra, considerata impura, viene invece riservata alla pulizia delle parti intime. Ecco perché (per i musulmani) è considerata sporca proprio perché si usava la mano sinistra per lavare le parti intime. In Cina l'essere mancini non ha alcuna connotazione negativa; ciononostante, i bambini sono costretti sin da piccoli a usare la mano destra: per questo, i mancini sono rarissimi in Cina.
Uno studio del 2020, basato sulla meta-analisi di più di 2 milioni di individui, ha stimato la prevalenza del mancinismo nella popolazione al 10,6%. In un altro studio del 1996 si osserva, inoltre, che nel mondo ci sono più uomini che donne mancini. Il mancinismo è più frequente tra i gemelli monozigoti.
Un gruppo di ricercatori ha catalogato le impronte delle mani nei disegni preistorici e ha constatato che la proporzione dei mancini ai tempi delle glaciazioni sembra coincidere con quella dei nostri giorni. Considerando che il mancinismo ha una componente genetica, e che dunque subisce gli effetti dell'evoluzione, i ricercatori di questo studio si sono chiesti come mai la media dei mancini sia rimasta costante nei secoli. La risposta è stata che, malgrado il mancinismo sia relativamente raro, l'essere mancini comporta dei vantaggi rispetto ai destrimani. Nei tempi preistorici, ad esempio, il vantaggio poteva rivelarsi nei combattimenti. Un mancino infatti si muove in modo diverso da un destrimano e questo lo può favorire sorprendendo l'avversario.
Questa particolarità è tuttora evidente in alcune discipline sportive, quali la scherma, il tennis e il pugilato, dove è elevato il numero dei mancini, o anche il baseball e il cricket, dove i mancini sono spesso temuti nel duello lanciatore-battitore. Nella pallamano e nella pallanuoto, a causa della presenza di un'area attorno alla porta riservata al portiere, i mancini sono molto ricercati perché facilitati nel tirare in porta dal lato destro del campo. Anche nella pallavolo il mancino è preferito nell'attacco dal lato destro del campo. Nell'hockey su ghiaccio il numero di giocatori mancini è leggermente superiore a quello dei destrimani anche perché spesso giocatori destrimani impugnano il bastone con la mano sinistra. Per determinare con quale mano si tiene il bastone si osserva quale mano è posta più in basso. Nel calcio, circa la metà dei calciatori professionisti è mancino, questo perché sono solitamente migliori a giocare nella parte sinistra del campo. Ciò rende le persone mancine avvantaggiate nelle carriere sportive rispetto ai destrimani, essendo molto più rare in popolazione.
La costanza dei mancini nel tempo dimostra inoltre che la forza evolutiva dell'essere destrimani o mancini è indipendente dalle culture, visto che queste cambiano mentre la percentuale dei mancini è rimasta costante.

### Pregiudizi del passato
Mancino deriva infatti dal latino "mancus" ed è sinonimo di mutilato e storpio, quindi l'etimologia della parola mancino conferma il pregiudizio negativo verso il mancinismo. Consultando poi il dizionario Sabatini Coletti, per "sinistro" troviamo:
Analizzando la storia europea (e non solo) si incontrano vari episodi che mostrano come l'utilizzo della mano sinistra non fosse visto di buon occhio (specie per motivi religiosi), anzi: la mano sinistra era considerata la "mano del diavolo", e i mancini venivano visti come degli "invertiti" e dei "rovesciati". I bambini erano costretti, anche con punizioni corporali, a scrivere con la mano destra, divenendo così "mancini corretti". La sinistra è sempre stata «l'altra» mano, quella del diavolo, dipinto nelle iconografie medievali con due arti identici e non speculari: la mano «sbagliata» per definizione, appendice «dell'eresia e dell'apostasia», affermava Giorgio Manganelli, evocando polemicamente la «letteratura della mano sinistra».

In passato il mancinismo era considerato una devianza. Negli anni '20 fu associato alla demenza e negli anni '40 fu messo in relazione con la dislessia. Solo a partire dagli anni '70 il mancinismo in Occidente è stato considerato come una caratteristica individuale e si è smesso di imporre l'uso della mano destra.

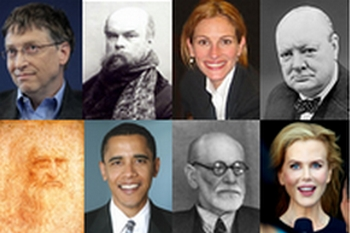
Otto personalità mancine.
In senso orario: Bill Gates, Paul Verlaine, Julia Roberts, Winston Churchill, Nicole Kidman, Sigmund Freud, Barack Obama e Leonardo da Vinci.

## Origine e sviluppo
Nella prima infanzia, nel cervello umano avviene una specializzazione funzionale dei due emisferi cerebrali. Nei mancini è l'emisfero destro a predominare. Questo processo viene chiamato lateralizzazione e avviene dopo i 3-6 mesi: inizia con lo sviluppo del linguaggio e si conclude verso i 3–4 anni. Le cause della diversa lateralizzazione non sono ancora state chiarite; è comunque accertato che l'ereditarietà è un fattore determinante nel mancinismo, sebbene non dominante. Ciò vuol dire che non necessariamente da due genitori mancini nascerà un figlio mancino, ma la caratteristica potrà essere ricorrente nelle generazioni successive. Studi genetici hanno evidenziato che vari geni, come il gene PCSK6 sul cromosoma 15, che determinano la lateralizzazione durante lo sviluppo embrionale, controllando, ad esempio, la ciliogenesi e la segnalazione nodale, contribuiscono al mancinismo.
Tuttavia, una serie di recenti studi ha mostrato la plasticità del cervello, almeno nel passaggio da destrimane a mancino (non il contrario). Si è visto come in sole due settimane con l'arto principale (braccio destro) immobilizzato, la persona impari a compensare con una mano sinistra veloce e precisa: tramite risonanza magnetica lo studio evidenzia che lo stimolo all'uso "svegli" l'emisfero cerebrale non dominante (quello destro nei destrimani), addirittura con cambiamenti rilevabili nello spessore della corteccia.

## Mancinismo contrastato
Il "mancinismo contrastato" è il tentativo forzato di cambiare in età giovanile l'attitudine dei mancini a utilizzare in prevalenza la mano sinistra, tipicamente per la scrittura manuale. È stato attuato per anni nel passato da insegnanti o familiari disinformati sulle possibili conseguenze, ma è tuttora presente in alcune zone, anche se in diminuzione. Può provocare una serie di interferenze tra i due emisferi cerebrali che possono dar luogo a incertezza, discordanza funzionale e comportamentale. Questi sintomi possono fissarsi con la mancata affermazione di uno dei due emisferi.
Il contrasto non è solamente l'uso forzato della mano destra per scrivere, imposto nelle scuole di un tempo, ma qualsiasi forzatura a usare la mano o piede destro per compiere movimenti che al mancino viene spontaneo fare con l'altra/o mano/piede.
Se il mancinismo viene contrastato nelle prime fasi dello sviluppo possono venir arrecati danni, anche gravi, alla strutturazione dell'attività motoria e possono manifestarsi interferenze con l'organizzazione psicologica complessiva. Un pre-requisito generale dell'attività motoria è infatti la corretta lateralizzazione, ossia l'uso prevalente di uno dei due lati del corpo (occhio, braccio e mano, gamba e piede) per attivare il movimento, in corrispondenza con la dominanza emisferica cerebrale. Ciò potrebbe spiegare il ritardo delle funzioni motorie in una elevata percentuale di bambini ambidestri.

## Ambidestrismo
Gli ambidestri utilizzano indistintamente la mano destra e sinistra, senza difficoltà. In Italia rappresentano circa l'1% della popolazione: si tratta di persone in cui permane la bilateralizzazione, vale a dire la non laterizzazione degli emisferi cerebrali presente nel bambino prima dei 36 mesi.